# Wiktor Petrow (Boxer)
Wiktor Wiktorowytsch Petrow (ukrainisch Віктор Вікторович Петров; * 16. Mai 1996 in Mykulynzi) ist ein ukrainischer Boxer im Halbweltergewicht.

## Erfolge
Wiktor Petrow gewann die Schüler-Europameisterschaft 2009 in Anapa, die Junioren-Europameisterschaft 2011 in Keszthely und die Junioren-Europameisterschaft 2012 in Sofia. Darüber hinaus ist er Silbermedaillengewinner der Jugend-Europameisterschaft 2013 in Rotterdam und der Jugend-Weltmeisterschaft 2014 in Sofia sowie Bronzemedaillengewinner der Schüler-Europameisterschaft 2010 in Jambol und der Junioren-Weltmeisterschaft 2011 in Astana.
Bei den Europaspielen 2015 in Baku besiegte er Airin Ismetow aus Bulgarien, Howhannes Batschkow aus Armenien und Clarence Goyeram aus Schweden, ehe er erst im Halbfinale gegen Collazo Sotomayor aus Aserbaidschan ausschied und somit eine Bronzemedaille erhielt.
Bei den Weltmeisterschaften 2015 unterlag er schon in der Vorrunde gegen Danielito Zorrilla. Ähnlich erging es ihm bei der europäischen Olympiaqualifikation 2016 in der Türkei, als er im ersten Kampf gegen Batuhan Gözgeç ausschied.
Bei den Weltmeisterschaften 2021 in Belgrad schied er gegen Wanderson de Oliveira aus.